# Poix (matière)
Pour les articles homonymes, voir Poix.

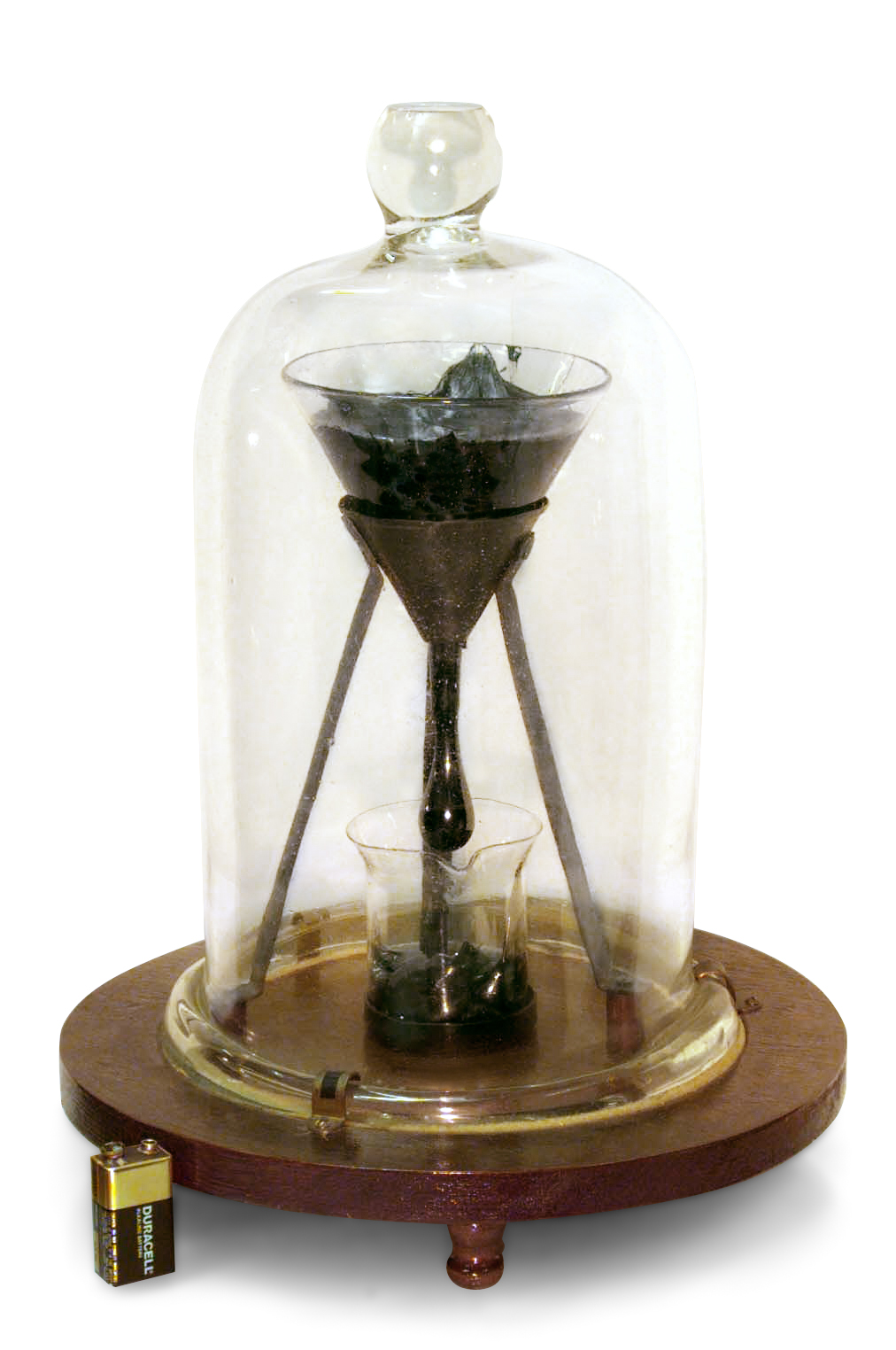
La poix est environ 230 milliards de fois plus visqueuse que l’eau, comme démontré par l’expérience de la goutte de poix.

La poix (du latin pix, picis) est une matière collante produite par distillation.
Elle peut être :
- noire comme celle constituée à partir de résines et goudrons obtenus à partir de bois résineux ou d’autres bois comme le bouleau ou comme celle tirée de l'asphalte ;
- plus claire comme celle tirée des dérivés de la résine de pin.

On l’utilise pour la fixation de corps légers ou comme enduit imperméabilisant. Elle est très facilement inflammable.
L'artisan produisant la poix est le pégoulier, en italien pegolotti. En Occitan, le mot « pegar » de même racine signifie « coller » et est directement passé en français régional dans le Midi de la France sous la forme « péguer » qui désigne une substance poisseuse. En breton, "coller" se dit "pegañ".

## Histoire
La poix désigne premièrement la résine brute du pin, soit la gemme.
Les noms grec πίσσα (pissa) et latin pix désignaient à l'origine aussi bien la résine que la poix ; et de manière plus large les confusions sont fréquentes dans l'Antiquité entre les dénominations de poix, de résine, de bitume et de pétrole ; le bitume se dit aussi pix fossilis et on employait la poix pour le falsifier. πίσσα et pix sont indo-européens, comme le montrent les formes slaves et baltiques de la racine. Ensuite Columelle rapporte l'usage par les Allobroges, d'une poix, pix corticata, pour apprêter leurs vins, qui ne peut être qu'une résine de sapin. L'arbre à poix est nommé picea, dont l'usage pour cette signification n'est attesté qu'au XVIIIe siècle.
La poix évoque ensuite différentes substances solides obtenues par chauffage et dessiccation de la résine de pin. La poix est obtenue par chauffage de la résine, contenue dans le bois tout entier comme dans les pins, ou dans l'écorce seulement comme dans les sapins. On distingue au XIXe siècle quelquefois d'une manière assez peu motivée la poix blanche, la poix noire, la poix résine :
- poix blanche — La poix dite blanche désigne la colophane. Elle prend souvent le nom de poix jaune, ou poix de Bourgogne. Elle est dure, tenace, très fusible par la chaleur, comme toutes les résines. Elle est le produit de plusieurs variétés de pin et même de sapin. On la recueille ordinairement pendant l'hiver, sur les troncs des arbres. Elle ne tire véritablement au blanc que lorsqu'elle a été recueillie avec soin, fondue à un feu très doux et coulée à travers un tamis quelconque. Produite dans les Landes et des Vosges, le commerce de celle de la première de ces provenances est spécialement établi à Bayonne et à Bordeaux[4] ;
- poix noire — La poix noire est fort inférieure en qualité ; en effet ce n'est qu'une résine fortement salie par différentes matières, car dans sa fabrication on tire parti de plusieurs objets de rebut : on brûle les éclats de bois imprégnés de résine (galips), les paillasses qui ont servi à la filtration, etc. Cette combustion de substances non résineuses y porte une proportion plus ou moins grande de charbon et diminue d'autant les propriétés utiles de la poix[4]. La poix noire doit être d'un beau noir lisse, cassante à froid, mais facile à ramollir par la chaleur des mains et y adhérant beaucoup[5] ;
- poix-résine ou résine jaune — La poix dite jaune ou poix résine n'est que de la résine (la colophane), principalement celle récoltée en Bourgogne, dans laquelle, pendant sa fusion, on a réussi à introduire au moyen du brassage une certaine quantité d'eau[4]. Cette poix jaune à cause de l'eau interposée ne jouit presque d'aucune transparence. Elle est ordinairement mise dans le commerce sous la forme de pains de couleur jaune presque totalement opaques, très fragiles, se ramollissant à la chaleur des doigts. Son odeur est assez faible comparée à celle des résines sèches[4].

La pharmacopée ancienne distinguait :
- pix alba, la poix blanche, pix burgundica. La colophane ;
- pix nigra liquida, la poix noire liquide. La partie liquide du goudron de pin appelé aussi brai ;
- pix nigra sica, la poix noire sèche. La partie grossière du goudron de pin qui est évaporée jusqu'à siccité ;
- zopissa, du goudron de pin raclé des navires, et macérée dans lʼeau de mer.

Pline l'Ancien rapporte qu'on extrait la poix liquide par distillation de la résine de pin cembro ou d'épicéa, bois très résineux. Cette poix liquide est employée en Égypte pour la momification des corps. La poix liquide peut être réduite au feu et coagulée au vinaigre, et sert alors à imperméabiliser les amphores. Les Grecs calfatent les navires avec de la poix mêlée de cire. Pline nomme également poix les extraits de résines d'autres arbres orientaux, comme le térébinthe, le lentisque, le cyprès. Ces poix sont solubles dans l'huile et peuvent servir à l'épilation.
Les topos hérités de l'historiographie romantique du XIXe siècle ayant renoncé à la critique de la littérature des chroniqueurs médiévaux, et repris dans les films de guerre se déroulant au Moyen Âge, évoquent lors des sièges, des jets de poix fondue (résine de pins et de sapins), d'eau ou d'huile bouillantes, mais ces ressources étaient trop rares ou précieuses pour être gaspillées.
La poix fut l'un des carburants les plus utilisés pour les bateaux à vapeur américains, en Floride. À cette époque, la poix est extraite des fours à poix[réf. nécessaire].
Elle est l'un des composants du vernis à graver, utilisé dans la gravure par eau-forte.

## Utilisation pour la torture
Originaire de Césarée Maritime, Sainte Réparate serait morte à Césarée en 250, à l'âge de 15 ans, lors des persécutions de l'empereur romain Dèce,. Tout d'abord, on aurait tenté de la brûler vive mais elle fut sauvée par une averse opportune. On lui fit ensuite boire de la poix bouillante, mais une fois de plus elle survécut. Finalement, elle fut décapitée et son corps placé dans une barque qu'on laissa dériver sur la Méditerranée. 
Dans la Cathédrale Sainte-Réparate de Nice, un des tableaux attribués au peintre Baldino représente la torture infligée à la sainte : on lui verse dans la bouche de la poix en fusion.

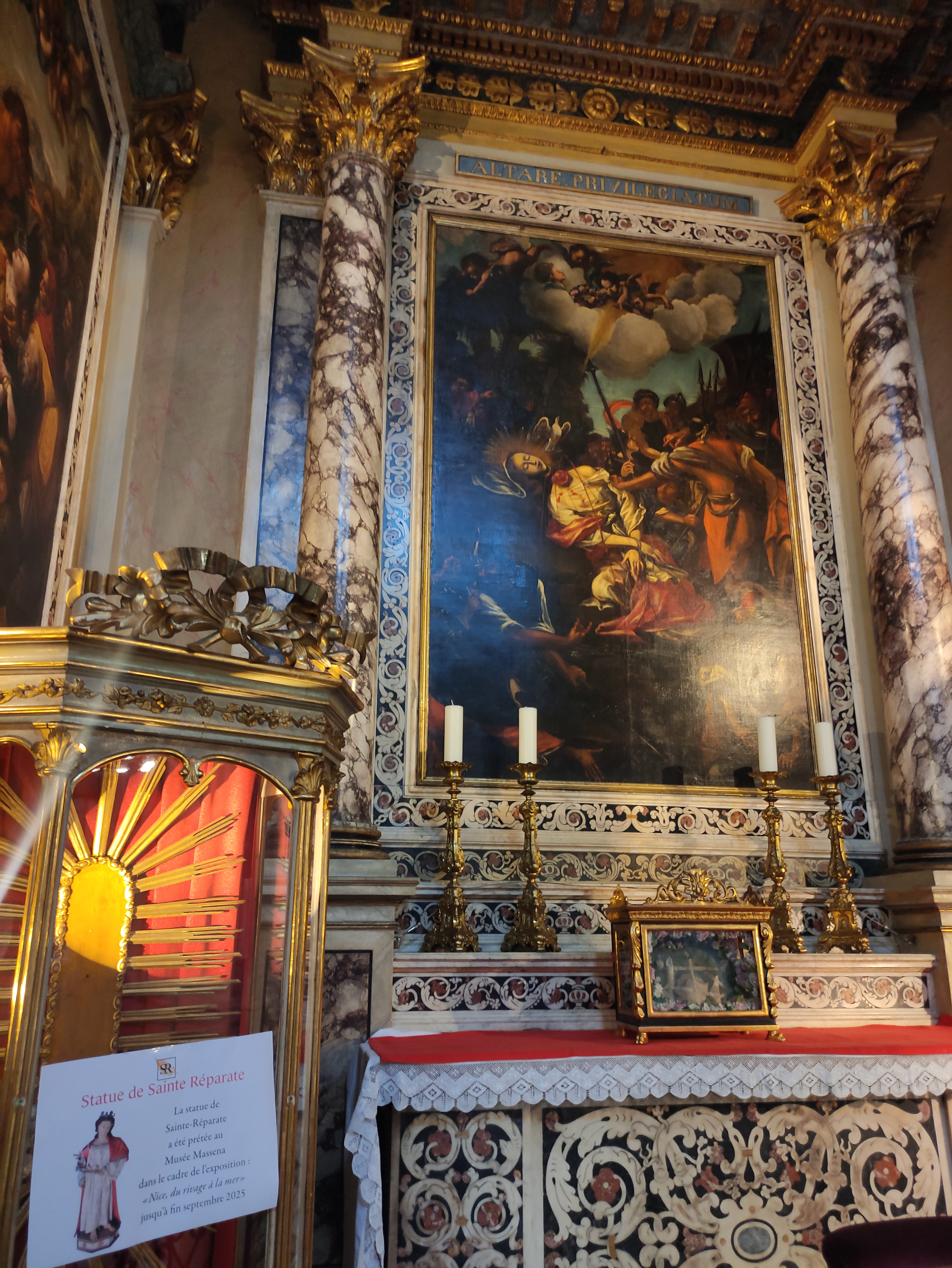
Chapelle Sainte Réparate
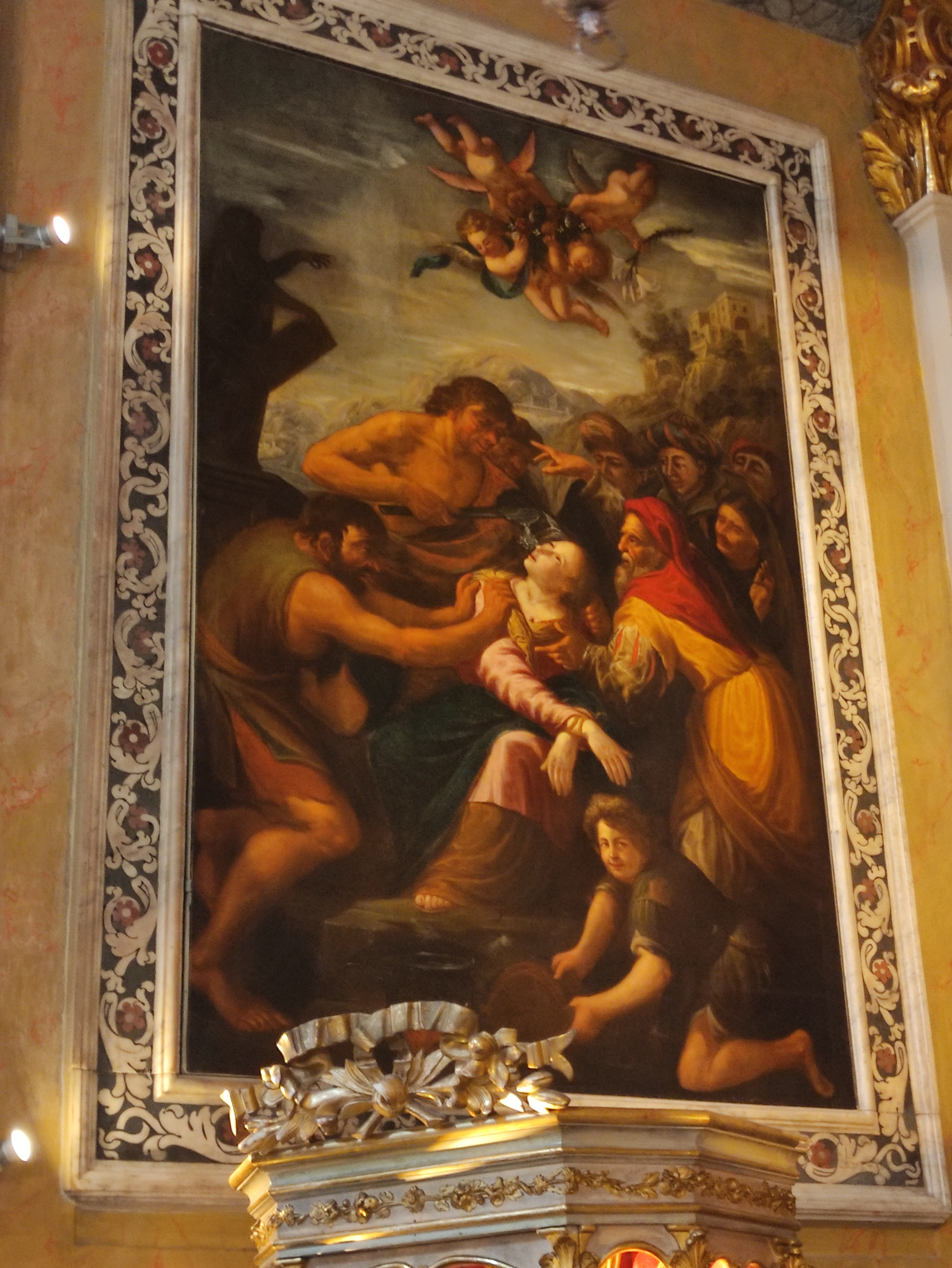
Le supplice de la poix

La poix a été utilisée pour torturer Ravaillac, l'assassin d'Henri IV.

## Dans la Bible
Noé l'utilise pour construire l'arche, selon les instructions précises que Dieu lui donne. Construite en bois de gopher, l'arche devait être enduite de poix en dedans et au-dehors. Ainsi imperméabilisée, elle devenait une embarcation sûre pour affronter le déluge (La Bible : Genèse 6:14).